# Choerophryne longirostris
Choerophryne longirostris är en groddjursart som beskrevs av Kraus och Allison 200. Choerophryne longirostris ingår i släktet Choerophryne och familjen Microhylidae. IUCN kategoriserar arten globalt som otillräckligt studerad. Inga underarter finns listade i Catalogue of Life.